# Porjus kraftverk
Porjus var Vattenfalls första stora kraftverk i Stora Luleälv, vid utloppet av Stora Lulevatten vid orten Porjus i Jokkmokks kommun. Första kraftverket byggdes 1910–1915. I den finns idag[sedan när?] ett museum och vattenkraftsutrustning för utbildning och forskning. Kraftproduktionen sker i det nya kraftverket som uppfördes åren 1971–1982 några hundra meter nordväst om det gamla kraftverket. Idag är den Vattenfalls (och Sveriges) tredje största med en normal årsproduktion på 1 233 GWh.

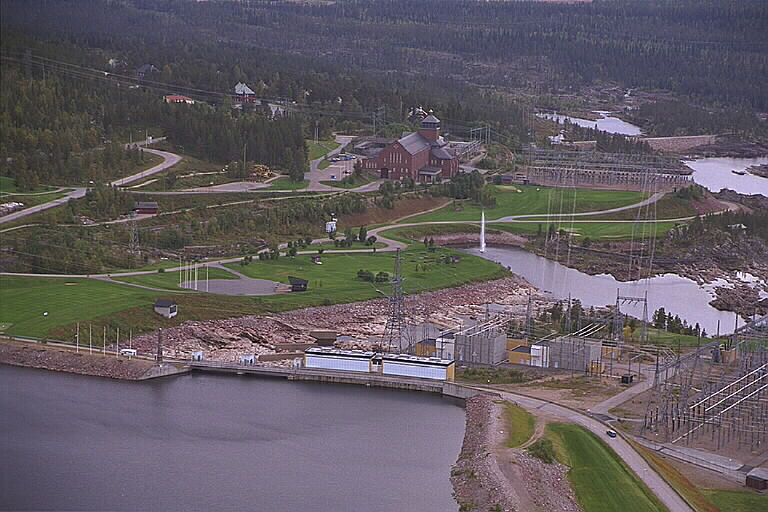
I förgrunden Porjus nya kraftverk, i bakgrunden Porjus gamla kraftverk.(Fotograf Bengt A. Lundberg, Riksantikvarieämbetet)

Anläggandet av vattenkraftverket i Porjus var följden av en offensiv statlig politik, en satsning på industriell utveckling som skulle komma hela nationen till godo. Porjus tillkom i första hand för att Riksgränsbanan, över vilken malmen från Kiruna fördes till hamnen i Narvik, skulle elektrifieras. Men i satsningen fanns även en vision om vad kraftverket kunde innebära för Norrbottens industrialisering. Därför överdimensionerades anläggningen kraftigt utöver vad som krävdes för att möta behoven från de primära kunderna, Järnvägsstyrelsen och LKAB. Genom detta gavs också utrymme för att energiintensiva industrier skulle kunna etablera sig i Porjus, lockade av den billiga elkraften.
Asea och tyska Siemens - Schuckert Werke fick i uppdrag att bygga både vattenkraftverket i Porjus och de elektriska anläggningarna längs Malmbanan, liksom 15 eldrivna och mycket starka malmtågslok. Det var i princip en tidig form av totalentreprenad.
Bygget i Porjus startade under stora strapatser i väglöst land. Innan den provisoriska järnvägen hade byggts från Gällivare så fick allt material och förnödenheter bäras de 44km via Rallarstigen till arbetsplatsen. Bärarna fick betalt 1 öre per kg som de bar, de som bar mest kunde bära 100kg[källa behövs]. Bostadssituationen för arbetsstyrkan på cirka 800 man var även den primitiv med boende i enkla baracker. Kraftverkets moderna tekniska utformning med maskinsalen nedsprängd i berget och långa bergtunnlar som vattenvägar väckte internationellt intresse. Kraftverket invigdes den 8 februari 1915 genom att kung Gustaf V satt på Stockholms slott och tryckte på en knapp som utlöste en siren i Porjus.

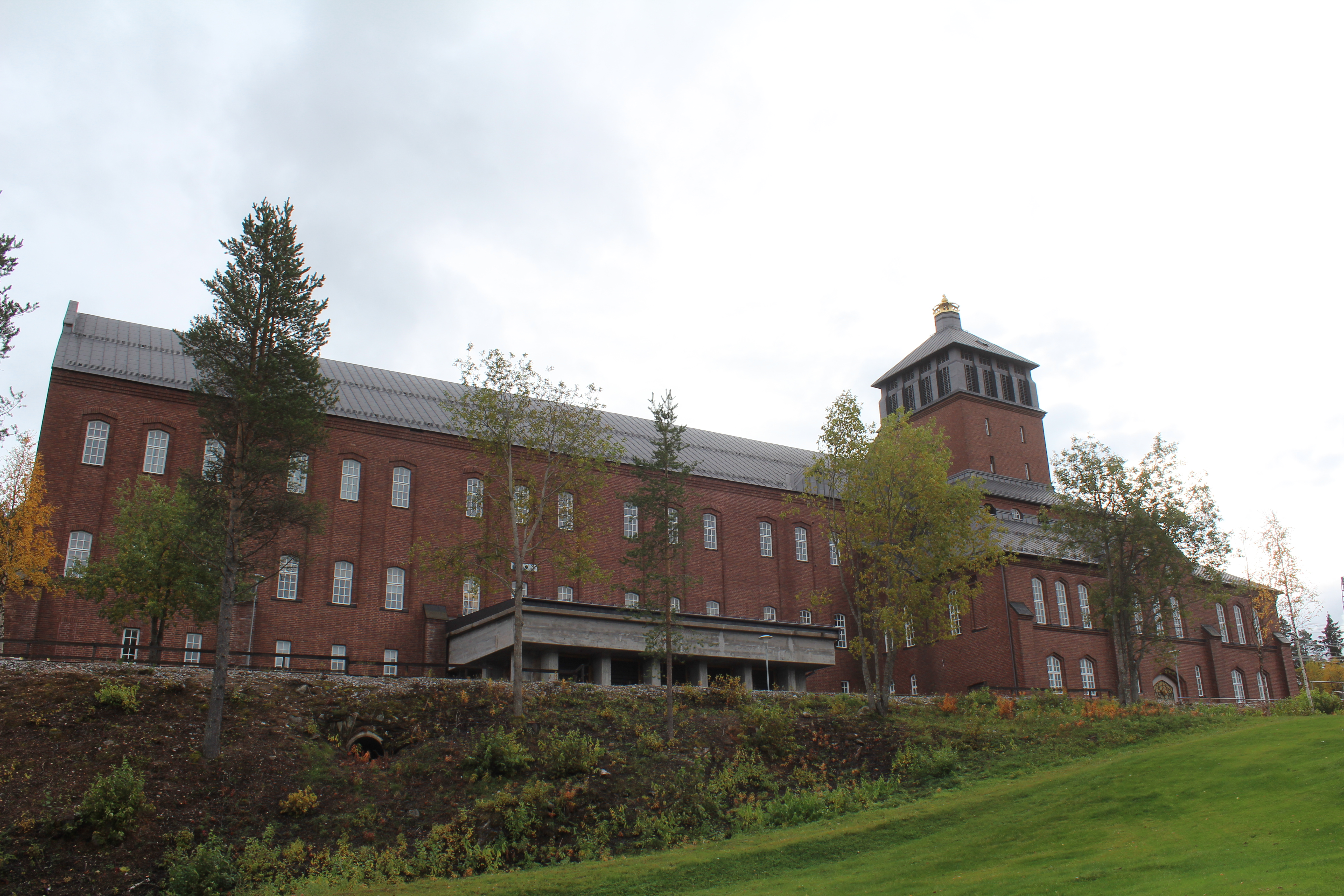
Porjus gamla kraftverk.

Ställverksbyggnaden vid Porjus gamla kraftverk, ritad av Erik Josephson, blev byggnadsminne 1986 och var då ett av de första byggnadsminnena med anknytning till 1900-talets industrialisering. Det gamla kraftverket är idag museum, samt inhyser ett utbildningsaggregat (U8) och ett forskningsaggregat (U9). Museet är öppet för oanmälda besök under sommarmånaderna, då man även kan gå en gratis guidad visning av hela stationen. Under övriga delar av året är det möjligt att boka visningar. Maskinsalen, som sammanfattar 90 år av svensk kraftverkshistoria, är speciellt intressant; de första aggregaten byggdes på 1910-talet och de nyaste, U8 och U9, i slutet av 1990-talet.
Fallens dag firas sommartid i Porjus, varje år ända sedan Harsprångets kraftverk senast byggdes om, då evenemanget flyttades därifrån.